# Țestoasele Ninja (serial din 1987)
Țestoasele Ninja (engleză Teenage Mutant Ninja Turtles, cunoscut și ca Teenage Mutant Hero Turtles în unele regiuni) este un serial de animație american produs de Fred Wolf Films în asociere cu Playmates Toys (sezonul 1) și Group W Productions (sezoanele 1–9) bazat pe personajele create de Kevin Eastman și Peter Laird. Luând loc în New York City, serialul urmărește aventurile Țestoaselor Ninja și aliaților lor luptându-se împotriva lui Shredder, Krang și numeroși alți răufăcători și criminali. Proprietatea a fost schimbată considerabil de la cărțile de benzi desenate cu tonul mai întunecat ca să fie potrivită pentru copii și familie.
Pilotul a fost difuzat în timpul săptămânii pe 14 decembrie 1987 în sindicalizare ca un miniserial de cinci părți, iar serialul a început perioada sa întreagă pe 1 octombrie 1988, terminându-se cu ultimul episod pe 2 noiembrie 1996. A fost prima apariție televizată a Țestoaselor Ninja, și a ajutat lansarea personajelor la popularitate în masă, devenind unul dintre cele mai populare seriale de animație din istoria televiziunii. Figurine, cereale, plușuri și alte mărfuri cu personajele au apărut pe piață între sfârșitul anilor 1980 și începutul anilor 1990, și au devenit cele mai vândute în toată lumea. Până în 1990, serialul a fost transmis zilnic în peste 125 de stații de televiziune.
Personajele din serial au fost incluse în apariții crossover cu intrări ulterioare ale francizei, inclusiv filmul Turtles Forever și episoade din serialul din 2012.